# Zirkelstein
Lo Zirkelstein è la più piccola mesa della Svizzera sassone. Si tratta di una collina di forma conica ricoperta da alberi e culminante in una sommità costituita da un blocco di roccia arenaria alto 40 metri.

## Localizzazione geografica
Lo Zirkelstein è situato cinque chilometri a sud-est di Bad Schandau, nella parte della Svizzera sassone che si trova sulla sinistra del Fiume Elba. Immediatamente a nord-est della collina si trova il villaggio di Schöna , appartenente alla municipalità di Reinhardtsdorf-Schöna, mentre ad est, nella Valle dell'Elba, si trova la municipalità di Hřensko (Herrnskretschen), sul confine con la Repubblica Ceca. Ai piedi dello Zirkelstein si trova un ex complesso dell'organizzazione Amici della Natura comprendente un ristorante ed un villaggio bungalow. Il terreno dello Zirkelstein è passato in mani private a partire dal 2008.

## Storia

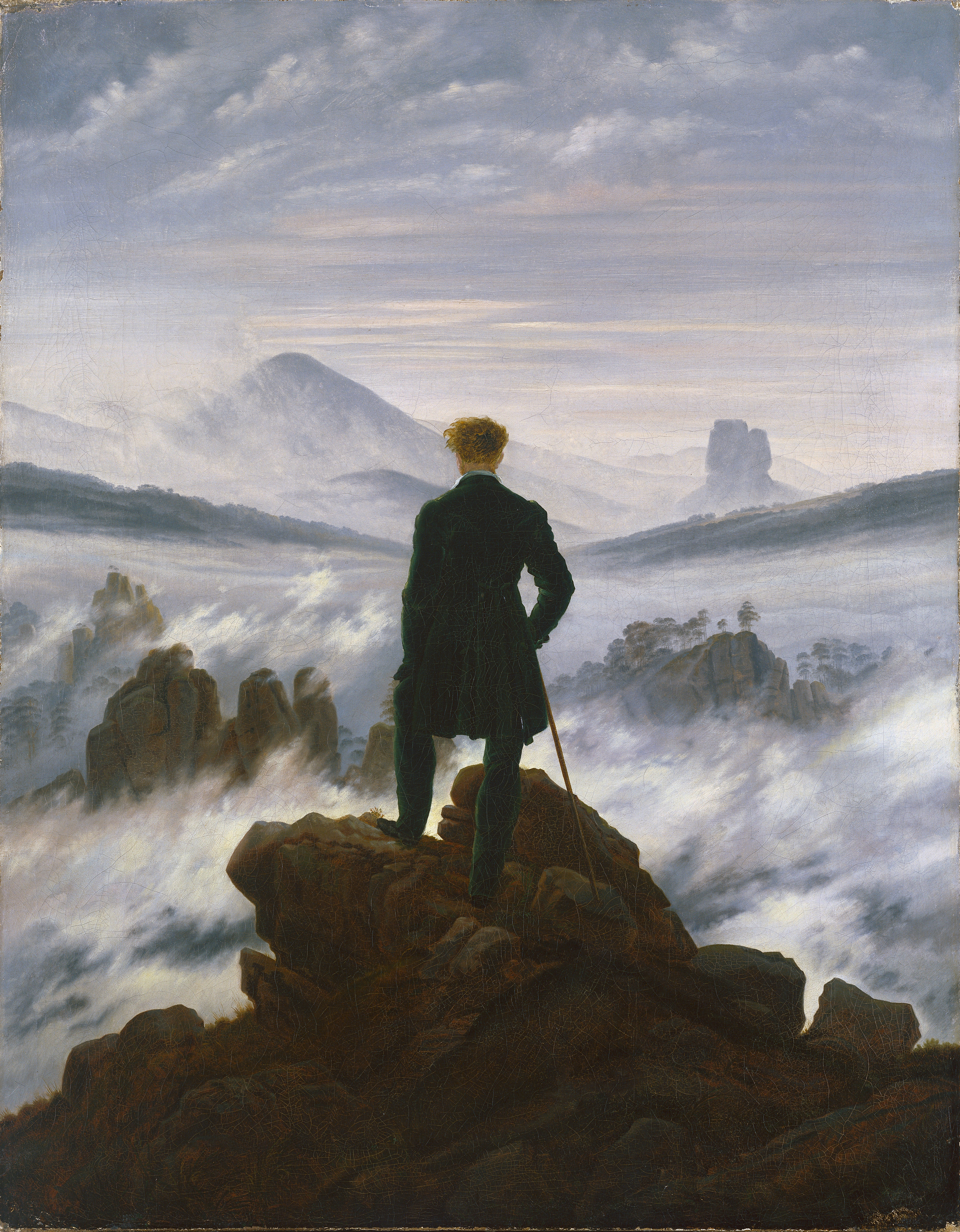
VIandante sul mare di nebbia, di Caspar David Friedrich (lo Zirkelstein è sulla destra)

Nel 1841 l'allora proprietario della collina, Johann Gottlob Füssel, costrui una piccola locanda sul fianco dello Zirkelstein. Nel 1842 fece costruire degli impianti per rendere la sommità accessibile ai visitatori. La locanda fu gestita dalla sua famiglia fino al 1913, quando l'attività fu ceduta. Il 3 settembre 1926 la costruzione prese fuoco a causa di un fulmine durante una forte tempesta e fu successivamente abbattuta.
Attualmente la collina, che occupa un'area di 7 ettari, è di proprietà dello ZirklesteinResort GmbH.
La più nota rappresentazione dello Zirkelstein compare nello sfondo del dipinto di Caspar David Friedrich, Viandante sul mare di nebbia.

### Etimologia
Lo Zirkelstein deve il suo nome alla sua caratteristica forma che, da lontano, assomiglia ad un cerchio (Zirkel, in tedesco). La collina fu menzionata per la prima volta nel 1592 col nome di Cirkelstein.

## Scalata
Lo Zirkelstein può essere scalato più facilmente dalla parte di Schöna seguendo un percorso segnalato in giallo. La cima può essere raggiunta usando le scale metalliche e le ringhiere installate.

## Vista
Grazie alla sua posizione isolata dalla sommità si gode di una vista estesa a 360 gradi sulle foreste e sulle cime della Svizzera sassone e boema e sui Monti lusaziani.

## Galleria d'immagini

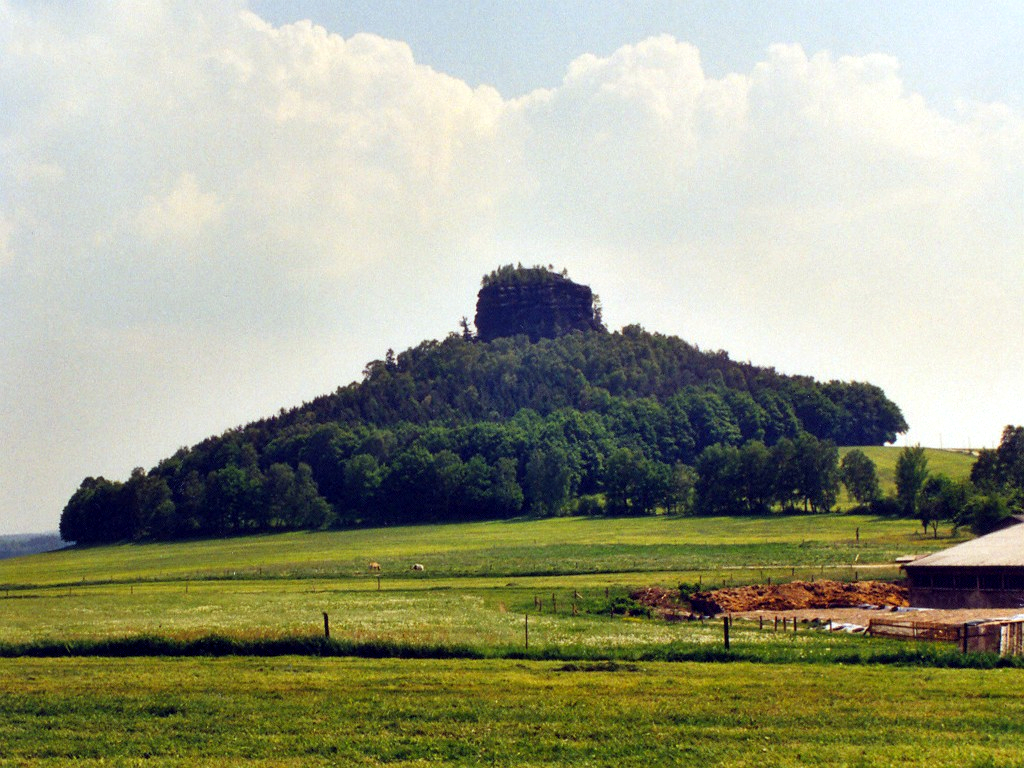
Lo Zirkelstein
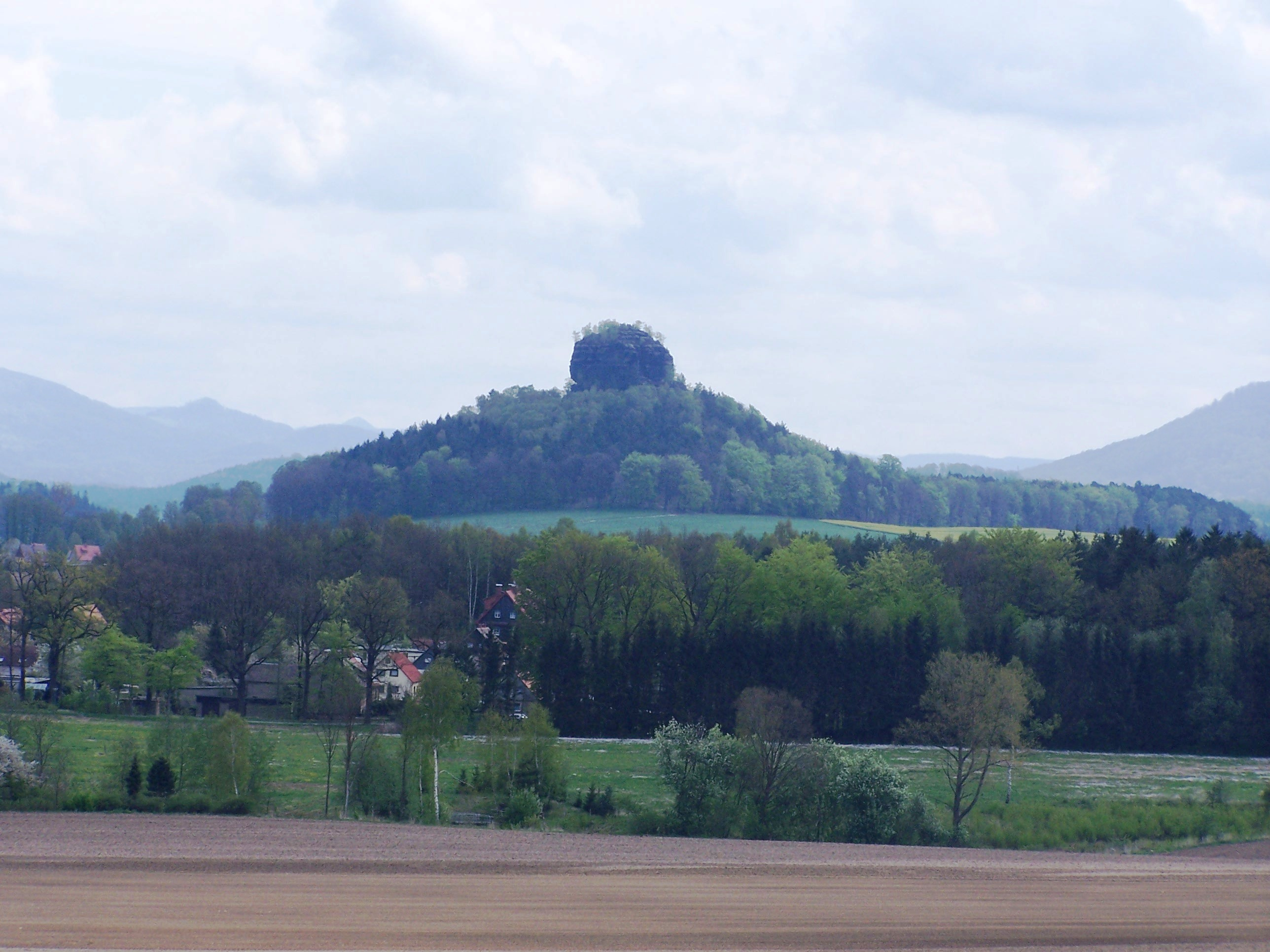
Vista dal Wolfsberg
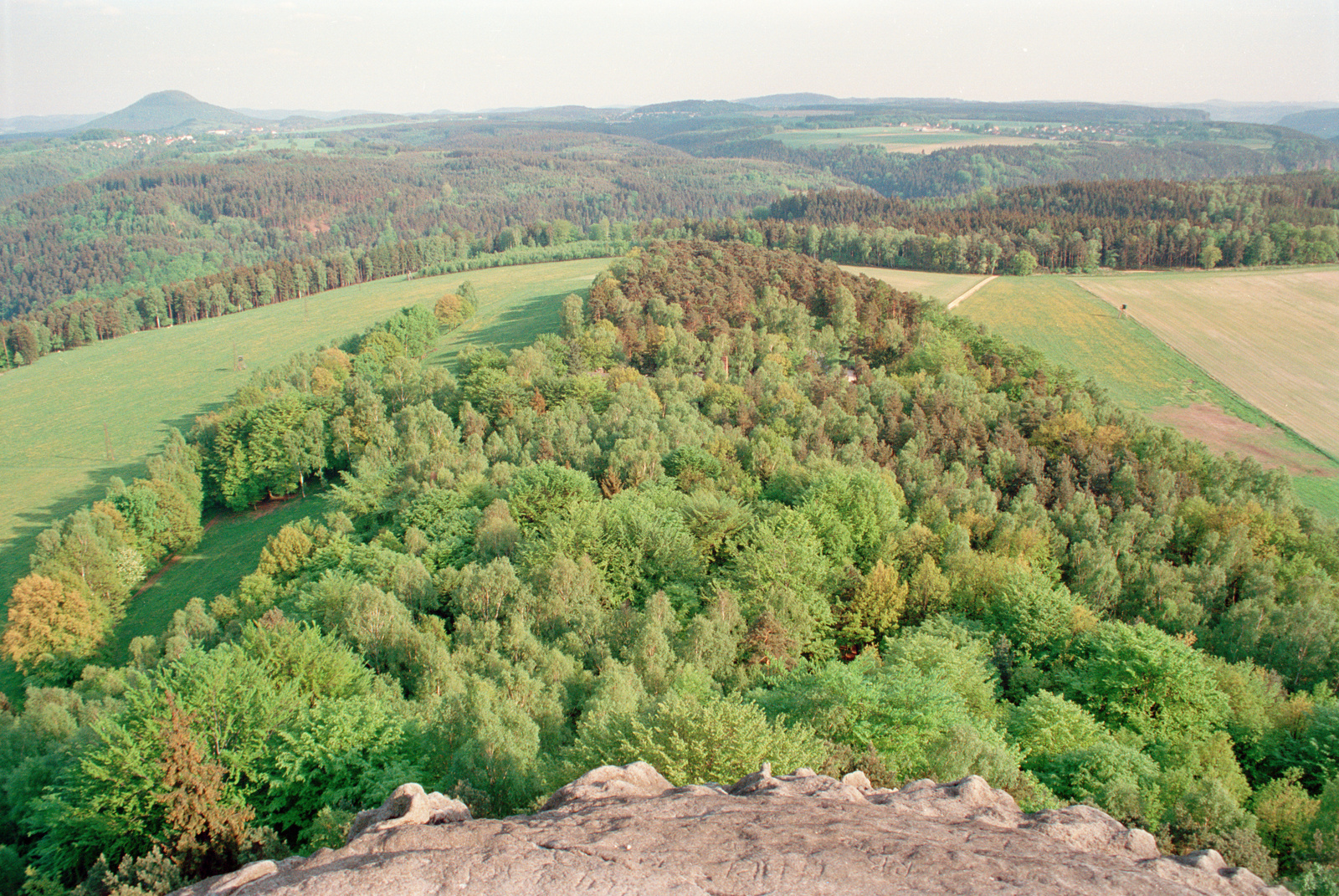
Vista dallo Zirkelstein in direzione della Repubblica Ceca. A sinistra il Rosenberg
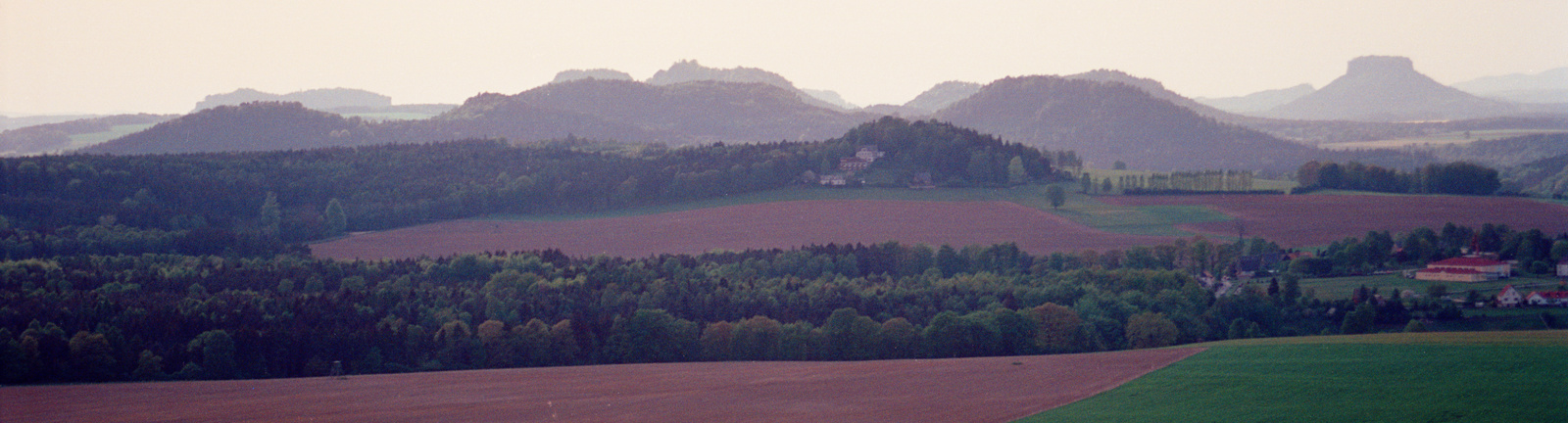
Vista dallo Zirkelstein dei vicini altipiani nella Svizzera Sassone